# 플레이걸즈 스쿨
플레이걸즈 스쿨은 2010년 7월 6일부터 MBC every1채널에서 방송되는 예능 프로그램으로 출연진으로는 애프터스쿨이 단독 출연한다. 2010년 9월 28일 방영분을 끝으로 종영했다.

## 방송 내용
| 회차 | 방영일          | 방송 내용                                        | 반장   |
| ---- | --------------- | ------------------------------------------------ | ------ |
| 1    | 2010년 7월 6일  | 기숙사 입소, 공개 입학식                         | 가희   |
| 2    | 2010년 7월 13일 | 브런치 파티 및 클럽 파티                         | 리지   |
| 3    | 2010년 7월 20일 | 요트파티 체험, 손님초대 파티, 요리 실습          | 정아   |
| 4    | 2010년 7월 27일 | 파티음식 준비하기, 애프터스쿨의 자선 브런치 파티 | 나나   |
| 5    | 2010년 8월 3일  | 수상 레포츠 즐기기                               | 주연   |
| 6    | 2010년 8월 10일 | 핫트렌드 MT게임, 수영장 즐기기, 캠프파이어       | 주연   |
| 7    | 2010년 8월 17일 | 워터파크편(건강체조,워터파크3종경기,부표레슬링)  | 정아   |
| 8    | 2010년 8월 24일 | 핫이슈 뮤직비디오 따라잡기                       | 베카   |
| 9    | 2010년 8월 31일 | 면접스타일링,소개팅스타일링,패션스타일링         | 베카   |
| 10   | 2010년 9월 7일  | 발레수업                                         | 레이나 |
| 11   | 2010년 9월 14일 | 복고댄스 따라잡기                                | 나나   |
| 12   | 2010년 9월 21일 | 가을운동회(도시락배3종경기,갈비세트배3종경기)    | 가희   |
| 13   | 2010년 9월 28일 | 공개 졸업식                                      | 정아   |

### 반장 횟수
- 가희: 2번 (前)애프터스쿨 리더
- 정아: 3번 (現)애프터스쿨 리더
- 베카: 2번 (前)애프터스쿨 멤버
- 나나: 2번
- 주연: 1번
- 리지: 1번
- 레이나: 1번
- 유이: 없음

### 관련 이야기
- 7월 13일 - 유이가 출연하지 못함, 정아가 중반부부터 출연
- 7월 27일 - 애프터스쿨의 자선 브런치 파티 수익금 전액을  국제아동권리기관 세이브더칠드런에 기부함.[1]